# Eriba-Adad II.
Eriba-Adad II. war König von Assyrien und regierte ca. 1056 v. Chr.–1055 v. Chr. (andere Angaben: 1055 v. Chr.–1054 v. Chr.). Sein Name bedeutet „Adad hat ersetzt/abgelöst“.
Eriba-Adad II. war ein Sohn von Aššur-bel-kala, dem er auf dem Thron folgte. Im zweiten Jahr seiner Herrschaft wurde er von seinem Onkel Šamši-Adad IV., Sohn des Tiglat-pileser I., der sich in Babylonien aufgehalten hatte, gestürzt. Ansonsten ist kaum etwas über ihn bekannt.